# 1-я Терская пластунская отдельная бригада
1-я Терская пластунская отдельная бригада — казачье пехотное соединение в составе Добровольческой армии и ВСЮР.

## История
Первая Терская пластунская часть в Добровольческой армии. Была сформирована командующим 3-м армейским корпусом генералом В. П. Ляховым 9 (22) декабря 1918 как Отдельная Терская пластунская бригада, состоявшая из тогда же сформированных 1-го и 2-го Терских пластунских батальонов и Терского казачьего артиллерийского дивизиона в составе 1-й Терской казачьей конной (есаул Макаров) и 2-й Терской казачьей пластунской (есаул Косякин) батарей.
На базе этого соединения в январе 1919 была сформирована 1-я Терская пластунская отдельная бригада, первоначально состоявшая из 1-го, 2-го, 3-го и 4-го Терских пластунских батальонов и входившая в состав 3-го армейского корпуса, а затем войск Терско-Дагестанского края и войск Северного Кавказа. Согласно записке генерала Я. Д. Юзефовича начальнику штаба главнокомандующего ВСЮР от 5 (18) февраля 1919, по состоянию на 3 (16) февраля штаб бригады находился во Владикавказе, четыре батальона по 500 человек были полностью сформированы; три располагались в районе Владикавказа, три сотни 4-го в Нальчике и одна несла охрану мостов. Пулеметов не было, 1-я Терская батарея имела два легких орудия.
1 (14) июня 1919 в состав бригады был включен Терский офицерский (1-й Кавказский отдельный) батальон. Входившие в состав бригады пластунские батальоны позднее были переименованы в 1-й и 2-й Волгские и 1-й и 2-й Сунженско-Владикавказские пластунские батальоны. К 5 (18) октября 1919 в состав бригады также входил 9-й Терский пластунский батальон, вскоре включенный в состав 1-го Сунженско-Владикавказского.
Артиллерия бригады несколько раз менялась. 10 (23) апреля 1919 в ее состав была включена 1-я Терская легкая гаубичная батарея. На 20 июля (2 августа) в бригаде имелись 1-я Терская пластунская горная батарея и 1-я Терская гаубичная батарея, но уже 25 июля (7 августа) вместо них службу  несли две Терские пластунские горные батареи, причем обе указаны в документах под №1. К 5 (18) сентября в составе бригады была уже 9-я пластунская батарея, а 5 (18) октября 1-й Кавказский артиллерийский дивизион.
По данным отчета о деятельности Войскового штаба Терского казачьего войска от 15 (28) ноября к тому времени в состав 1-й бригады была влита 3-я Терская пластунская бригада и соединение дислоцировалось в районе Петровск-Порта — Дербента, за исключением расположенного в Святом Кресте 9-го Терского пластунского батальона, который по этой причине не вошел в состав бригады.
Бригада участвовала в боях на Северном Кавказе в начале 1919 года, в мае помогала Кабардинской конной дивизии в подчинении Кабарды. В начале июня 1919 бригада была придана 3-му конному корпусу А. Г. Шкуро, в ходе Екатеринославской операции успешно действовала на правом берегу Днепра в районах к юго-западу и западу от Екатеринослава. В августе 1-й Сунженско-Владикавказский батальон, две сотни 1-го Волгского и три сотни 2-го Сунженско-Владикавказского батальонов участвовали в подавлении антиденикинского восстания в Дагестане и потерпели тяжелое поражение в бою при Детви.
В январе 1920, когда красные подошли к Ростову и Таганрогу, бригада вошла в резерв главнокомандующего ВСЮР и состояла в Сводном Кубанско-Терском конном корпусе генерала С. М. Топоркова. К этому времени качество личного состава снизилось, бригада, в основном, состояла из молодежи, не желавшей воевать, и пополнялась дезертировавшими с фронта казаками, что не повышало ее боеспособности. 24 или 26 января (6 или 8 февраля) в бою при Султан-Салы на Дону один и батальонов сдался в плен. Отступив на Северный Кавказ, бригада участвовала в обороне Святого Креста, где одна из застав, укомплектованная пластунами 2-го Сунженско-Владикавказского батальона, перешла на сторону красных. После поражения ВСЮР на Северном Кавказе 6 (19) мая бригада была официально расформирована.

## Состав
На 5 (18) октября 1919:
- 1-й Волгский пластунский батальон (304 штыка, 5 пулеметов. Командир: полковник В. В. Сафонов)
- 2-й Волгский пластунский батальон (85 штыков, 1 пулемет. Командир: с 25 июля (7 августа) полковник Лавров)
- 1-й Сунженско-Владикавказский пластунский батальон (222 штыка, 4 пулемета. Командир: с 25 июля (7 августа) полковник Шаколи)
- 2-й Сунженско-Владикавказский пластунский батальон (208 штыков, 4 пулемета. Командир: с 25 июля (7 августа) полковник Горшков)
- 1-й Кавказский пластунский артиллерийский дивизион (генерал-майор В. Л. Шлегель):
  - 1-я Кавказская пластунская горная батарея (3 горных орудия)
  - 1-я Кавказская легкая гаубичная батарея (2 гаубицы)

Всего 819 штыков, 14 пулемётов и 5 орудий

## Командование
Начальники:
- генерал-майор Г. Н. Расторгуев (январь 1919)
- полковник Лавров (врио на 20 июля (2 августа) 1919
- генерал-майор Попов (на 5 (18) августа)
- полковник Г. Е. Лесиков (на 5 (18) сентября)

Начальник штаба:
- полковник К. З. Ахаткин (с 24 января (6 февраля) 1919)[9]